# Фальер, Марино
Марино Фальеро, более известный как Марино Фальер или Марин Фальер (итал. Marino Faliero, или, в соответствии с нормами венецианского диалекта, Marin Falier; 1274—1355) — 55-й венецианский дож. Начал править 11 сентября 1354 года.

## Биография

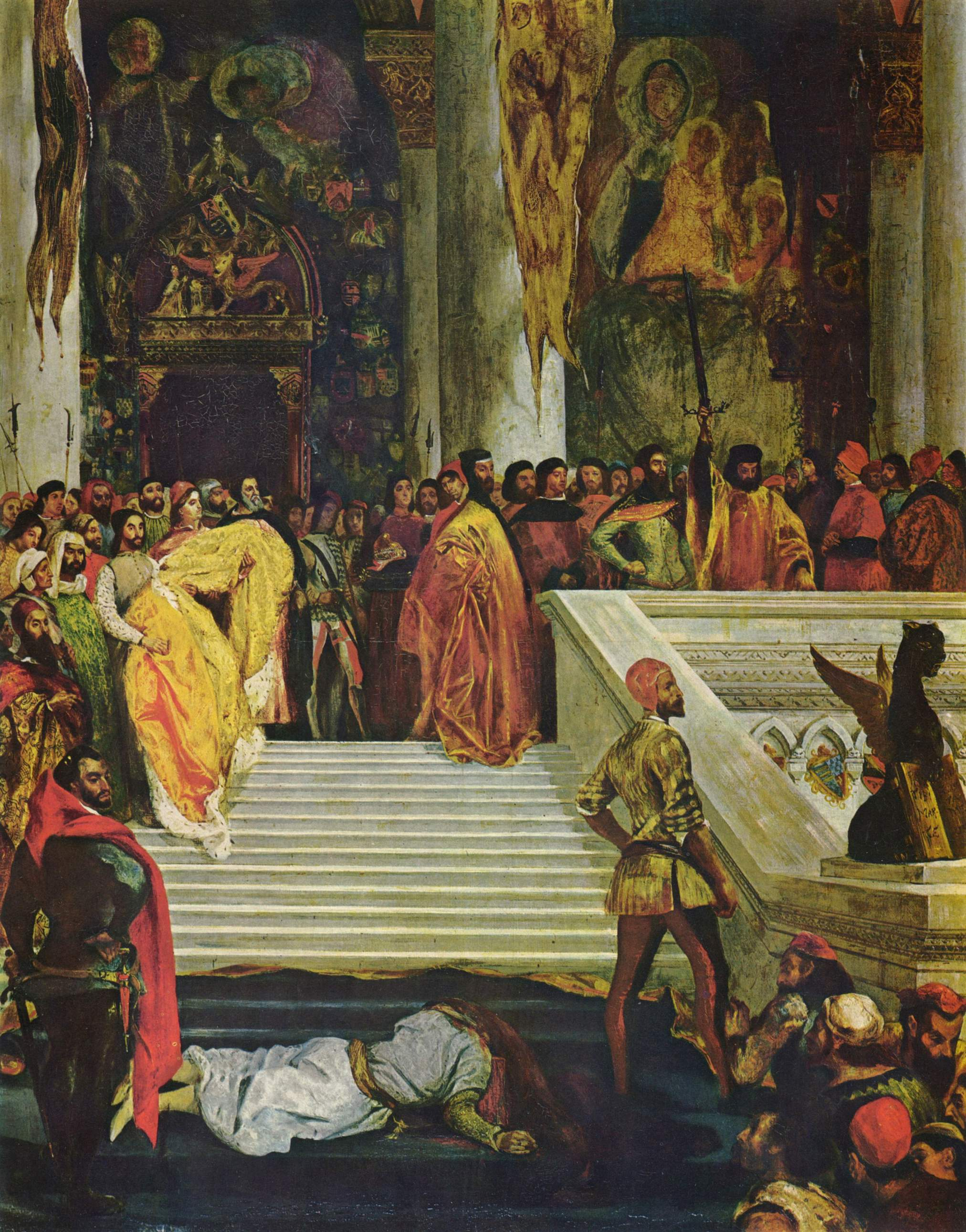
Э. Делакруа. Казнь дожа Марино Фальеро. 1827. Холст, масло. Собрание Уоллеса, Лондон

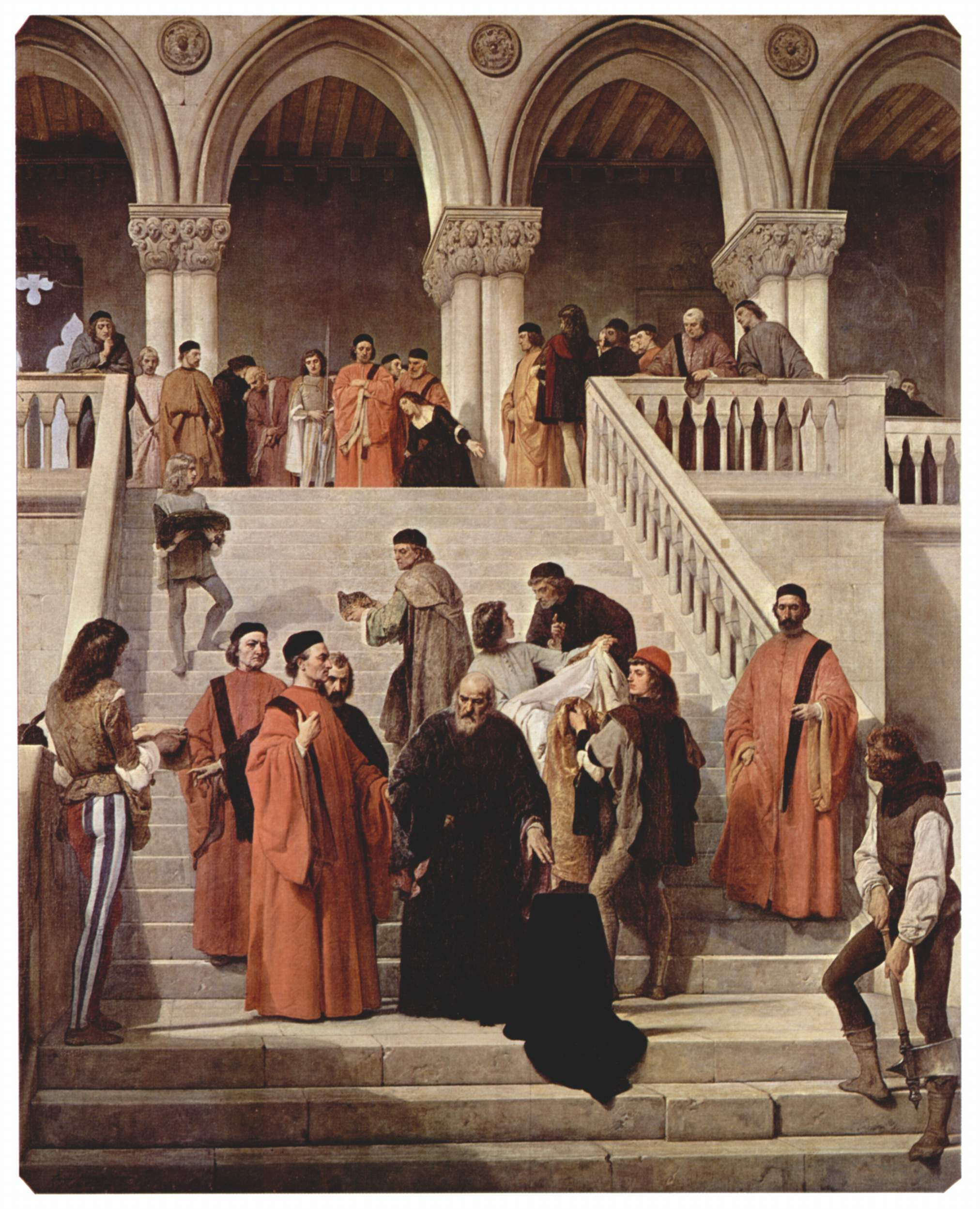
Ф. Айец. Последние минуты дожа Марино Фальера. 1867. Холст, масло. Пинакотека Брера, Милан

Принадлежал к старинной патрицианской семье. Был военачальником, дипломатом и членом Совета десяти.
В течение жизни командовал венецианскими войсками при осаде Зары, победил 80-тысячную армию венгерского короля. Командуя флотом, взял Капо д’Истрия, был подестой на материке. В качестве посла в Генуе и Риме представлял интересы Венеции. Дожем был избран в 80-летнем возрасте заочно, находясь при этом в Риме с дипломатической миссией.
В 1355 году пытался захватить власть в Венеции. Переворот не удался, так как члены Совета десяти были о нём прекрасно осведомлены; к тому же переворот не имел достаточной поддержки ни у народа, ни у знати.
Дож и его сподвижники были схвачены и преданы суду специальной комиссии. Фальер признал выдвинутое обвинение в измене. 17 апреля ему вынесли смертный приговор, а 18 апреля состоялась казнь: Фальеру отрубили голову на средней площадке Лестницы гигантов Дворца дожей, а тело изувечили. Ещё десять заговорщиков повесили во Дворце дожей.
В 1365 году был издан указ, согласно которому имя Фальера было стёрто (см. проклятие памяти) с фриза в зале Большого совета, где выбиты имена всех дожей, и заменено надписью: «На этом месте было имя Марино Фальера, обезглавленного за совершённые преступления».

## В культуре
История Фальера многократно привлекала внимание литераторов: 
- Джордж Гордон Байрон описал сюжет в драме «Марино Фальеро, дож венецианский» (1820);
- Эрнст Теодор Аамадей Гофман рассказал о судьбе Фальеро в новелле «Дож и догаресса» (1819—1821);
- Алджернон Чарльз Суинбёрн в своей драме «Марино Фальеро» (1885) также затронул историю Фальера
- Черновой стихотворный набросок о «старом доже и догарессе молодой» оставил Александр Сергеевич Пушкин, но не успел развить свой замысел, это сделал в 1888 году Аполлон Майков[4].

Гаэтано Доницетти написал в 1835 оперу «Марино Фальеро» по драме Казимира Делавиня «Марино Фальеро» (1829).
Эжен Делакруа создал в 1827 художественное полотно «Казнь дожа Марино Фальеро». Итальянский живописец Франческо Айец обратился к этой теме в 1867 году.